# Stephensoniana tandyi
Stephensoniana tandyi är en ringmaskart som beskrevs av Harman 1975. Stephensoniana tandyi ingår i släktet Stephensoniana och familjen glattmaskar. Inga underarter finns listade i Catalogue of Life.